# Stichopathes paucispina
Stichopathes paucispina är en korallart som beskrevs av Brook 1889. Stichopathes paucispina ingår i släktet Stichopathes och familjen Antipathidae. Inga underarter finns listade i Catalogue of Life.